# Presas (Hidalgo)
Presas, es una localidad de México, ubicada en el municipio de Tezontepec de Aldama, en el estado de Hidalgo.

## Historia
En 1990 se conurba a la localidad de Tezontepec, y el 23 de junio de 2004 se desconurba de Tezontepec.

## Geografía
Se encuentra en la región del Valle del Mezquital, le corresponden las coordenadas geográficas 20° 09’ 37.97” de latitud norte y 99° 15’ 10.406” de longitud oeste, con una altitud de 2030 m s. n. m. En cuanto a fisiografía se encuentra dentro de la provincia del Eje Neovolcánico, dentro de la subprovincia de Lagos y Volcanes de Querétaro e Hidalgo; su terreno es de llanura y lomerío. En lo que respecta a la hidrografía se encuentra posicionado en la región del Pánuco, dentro de la cuenca del río Moctezuma, en la subcuenca de río Salado. Cuenta con un clima semiseco templado.

## Demografía
En 2020 registró una población de 7798 personas, lo que corresponde al 14.14 % de la población municipal. De los cuales 3823 son hombres y 3975 son mujeres. Tiene 2080 viviendas particulares habitadas.
| Gráfica de evolución demográfica de Presas entre 1960 y 2020                                                |
| |
| Población de los censos y conteos del Instituto Nacional de Estadística y Geografía (INEGI) de 1960 a 2010. |

## Economía
La localidad tiene un grado de marginación medio y un grado de rezago social muy bajo.